# Thormora taeniata
Thormora taeniata är en ringmaskart som först beskrevs av Ehlers 1887.  Thormora taeniata ingår i släktet Thormora och familjen Polynoidae. Inga underarter finns listade i Catalogue of Life.